# 케라이
케라이(일본어: 家来)란 일본어에서 주인(主人)에 대하여 종자(従者)를 의미하는 용어다.
옛날 공가의 섭관가나 대신가와 예의견습의 당상관(殿上人) 사이에 맺은 임시 주종관계인 가례(일본어: 家礼 케레이[*])에서 유래했다고 한다. 이윽고 공가의 종자였던 무사를 가리키게 되었고, 무사의 종자인 무사에 대해서도 이 말을 쓰게 되었다. 또한 가내노동 종사자에게 이 용어가 사용되는 경우가 있다.
무사케라이의 예로는 고케닌, 가신, 낭당, 사무라이가 있고, 가내노동자로서 케라이는 사용인, 봉공인, 도제, 하인, 여종, 메이드 등을 말한다.